# Muscolo erettore del pelo

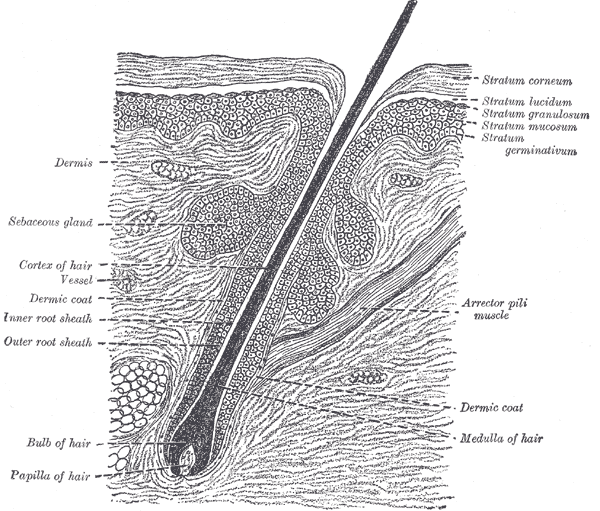
Un follicolo pilifero, attaccato al quale, sulla destra, è presente il relativo muscolo erettore (nell'immagine indicato come Arrector pili muscle)

Il muscolo erettore del pelo o  muscolo piloerettore è un piccolo muscolo che nei mammiferi è collegato ai follicoli piliferi. La contrazione dei muscoli piloerettori fa sì che i peli si rizzino (fenomeno noto come piloerezione). Nel linguaggio comune la piloerezione viene definita "pelle d'oca". L'erettore del pelo è un muscolo liscio che partendo dal derma papillare (lo strato superficiale del derma), si inserisce sul follicolo pilifero al di sotto della ghiandola sebacea.

## Caratteristiche
Ogni muscolo piloerettore è composto da un fascetto di fibre muscolari lisce che si distribuiscono a molti follicoli (unità follicolare). I muscoli sono lunghi 2-3 millimetri e larghi pochi decimi di millimetro. È disposto obliquamente in corrispondenza dell'angolo ottuso formato dall'asse del follicolo e dalla superficie orizzontale dell'epidermide, sul medesimo lato della ghiandola sebacea. L'inserzione profonda è sulla guaina epiteliale esterna, a livello dell'istmo nel terzo medio del follicolo (cosiddetta zona protuberante o bulge). L'inserzione superficiale si ancora al derma papillare attraverso numerose fibre dissociate su una vasta area.

## Innervazione
Il muscolo piloerettore è innervato dal ramo simpatico del sistema nervoso autonomo. La contrazione del muscolo è dunque involontaria. Il freddo, la paura ed altri stimoli possono stimolare il sistema nervoso simpatico e quindi causare la contrazione. Il muscolo perciò non è minimamente sotto il controllo cosciente. Dato che la componente simpatica del sistema nervoso autonomo è responsabile della reazione di attacco-fuga, ciò spiega perché in condizioni di stress (quali lotta o situazioni di pericolo) si verifichi l'erezione del pelo, fenomeno particolarmente evidente negli animali.

## Funzione
Nei mammiferi la contrazione dei muscoli piloerettori raggiunge diversi scopi. Principalmente la piloerezione fornisce isolamento: l'aria intrappolata tra i peli eretti, si riscalda a contatto della cute e funge da isolante rispetto al freddo ambientale, aiutando l'animale a trattenere il calore. Questo tipo di meccanismo è del tutto inconsistente nell'essere umano, data la relativa scarsezza dei peli. Di natura completamente diversa il significato della costrizione nel porcospino, la quale fa sì che l'animale riesca meglio ad intimidire i predatori. Secondo molti Autori inoltre l'azione di tipo compressivo esercitata dal muscolo contribuirebbe alla secrezione del sebo ed alla sua progressione lungo il follicolo pilifero verso la superficie, proteggendo peli e capelli.

## Curiosità
Il muscolo erettore del pelo è assente nei peli di tipo lanuginoso.

## Galleria d'immagini

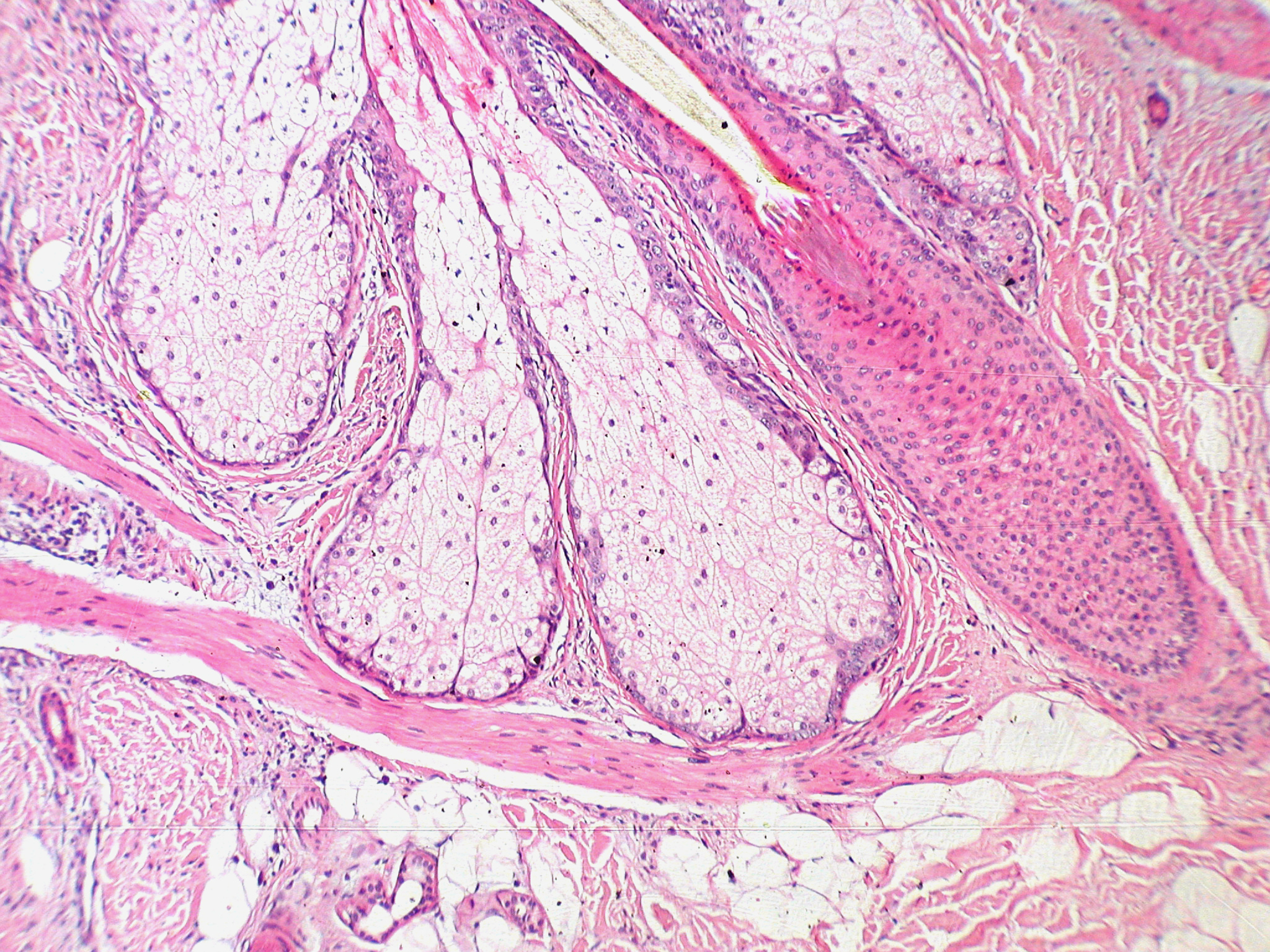
Base dell'unità pilosebacea
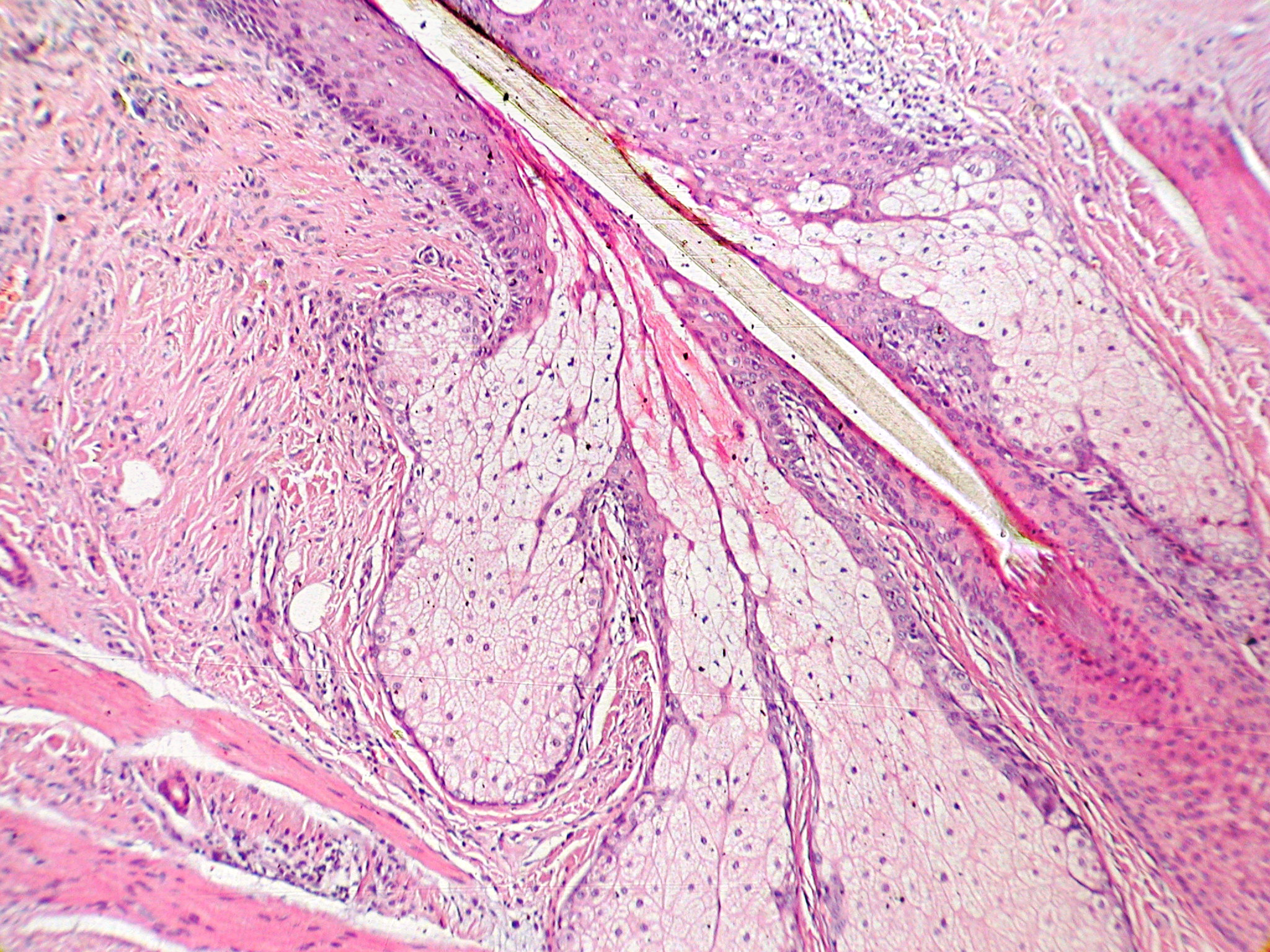
Inserimento di ghiandole sebacee nel fusto pilifero
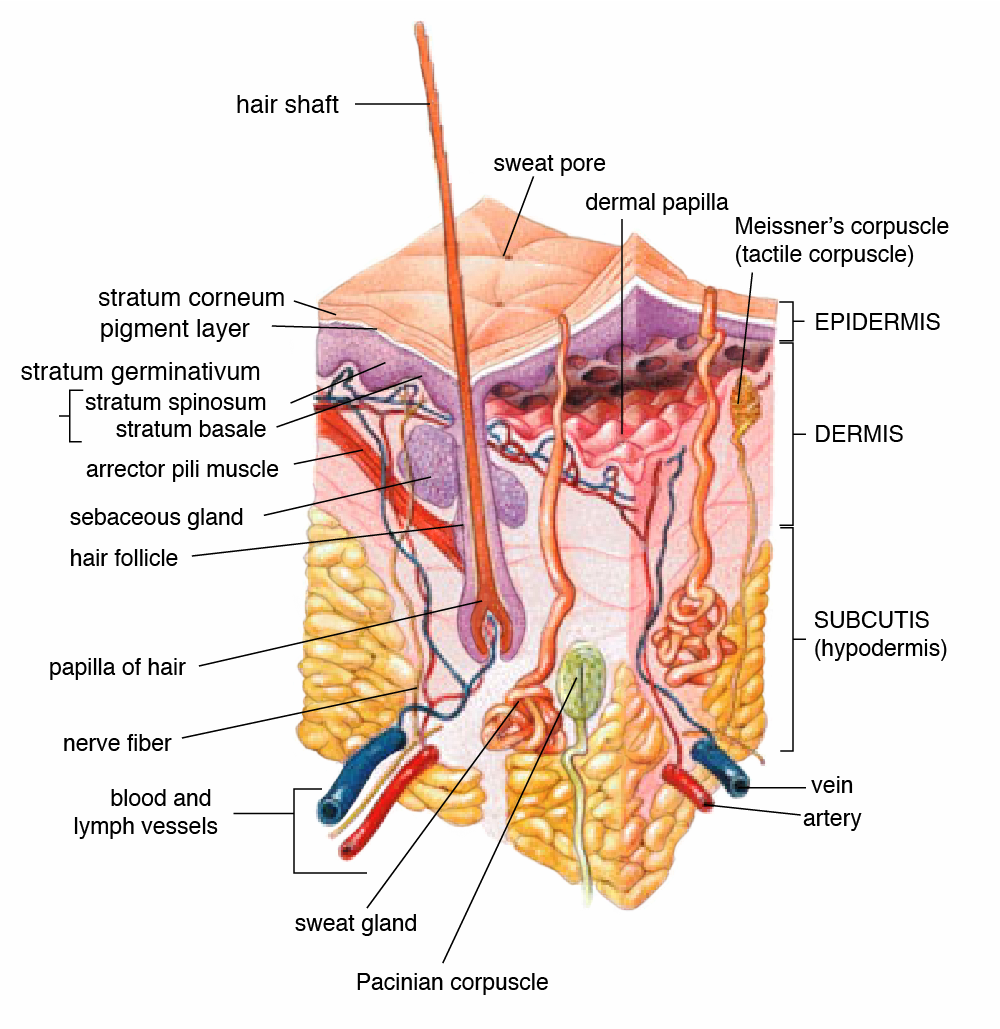
Sezione trasversale di tutti gli strati della pelle.